# Стріппінг (нафтогазова справа)
Стріппінг (англ. stripping) — «Зачистка» означає протягування або протягування труби під тиском через пружний ущільнювальний елемент і може також включати одночасне видалення штанг і труб зі свердловини.

## Інтернет-ресурси
- How Snubbing Units Work [Архівовано 20 квітня 2021 у Wayback Machine.]
- https://www.youtube.com/watch?v=2xOHaoxoPog&ab_channel=fabiansoto121 [Архівовано 22 листопада 2021 у Wayback Machine.]
- Снаббинг. Управление скважиной при КРС. Капитальный ремонт скважины.
- stripping